# Portal Tomb von Ballyhenebery
Das stark gestörte Portal Tomb von Ballyhenebery (irisch Baile Hinibeire) liegt nördlich von Piltown (irisch Baile an Phoill), 250 m westlich des Pil Rivers, eines kleinen Baches im County Kilkenny in Irland, der in den Fluss Suir mündet. Als Portal Tombs werden Megalithanlagen in Irland und Großbritannien bezeichnet, bei denen zwei gleich hohe, aufrecht stehende Steine mit einem Türstein dazwischen, die Vorderseite einer Kammer bilden, die mit einem zum Teil gewaltigen Deckstein bedeckt ist.
Der massive, teilweise am Boden liegende Deckstein des Portal Tombs ist etwa 5,1 m lang, 3,3 m breit und 0,7 m dick. Er liegt auf dem 2,2 m langen südlichen Portalstein neben der möglicherweise südöstlich orientierten Kammer. Ein kleines Fragment des nördlichen Portalsteins ist sichtbar. Das Portal Tomb liegt auf einem Hügel von etwa 10,0 m Durchmesser und 2,0 m Höhe. Ein großer Baum wächst auf der Westseite.